# Понтедева
Понтедева (гал. Pontedeva, ісп. Puentedeva) — муніципалітет в Іспанії, у складі автономної спільноти Галісія, у провінції Оренсе. Населення — 680 осіб (2009).
Муніципалітет розташований на відстані близько 420 км на північний захід від Мадрида, 29 км на південний захід від Оренсе.
Муніципалітет складається з таких паррокій: Понтедева, Традо.

## Демографія
Динаміка населення (INE ):

## Галерея зображень

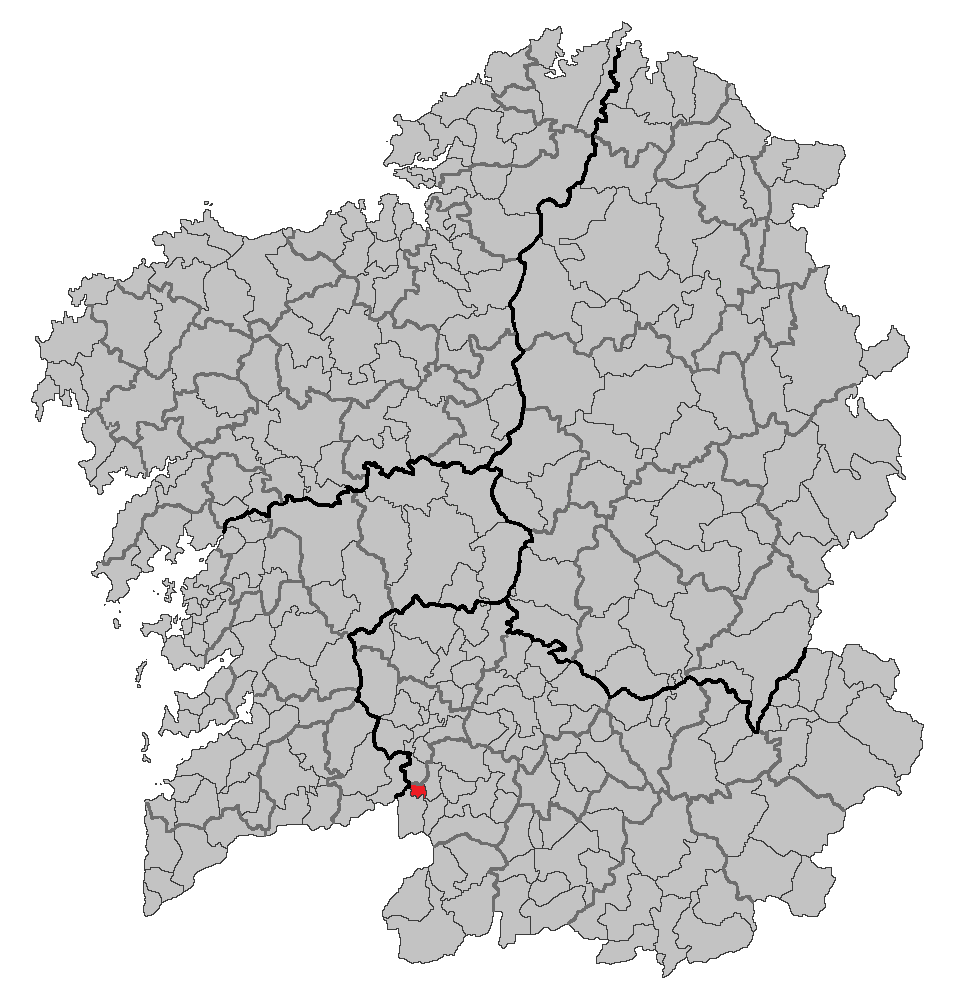
Розташування муніципалітету